# 冠鎖瑚菌
冠鎖瑚菌（Clavulina cristata）又名冠状鎖瑚菌、仙树菌，是非褶菌目、锁瑚菌科、锁瑚菌属，多呈現白色或灰白色，高3至6公分，如樹枝狀，屬於食用菌。分布於中國四川、西藏。

## 外部連結
- California Fungi （页面存档备份，存于）
- Mushroom Expert （页面存档备份，存于）